# Sankt Olofsgrytan

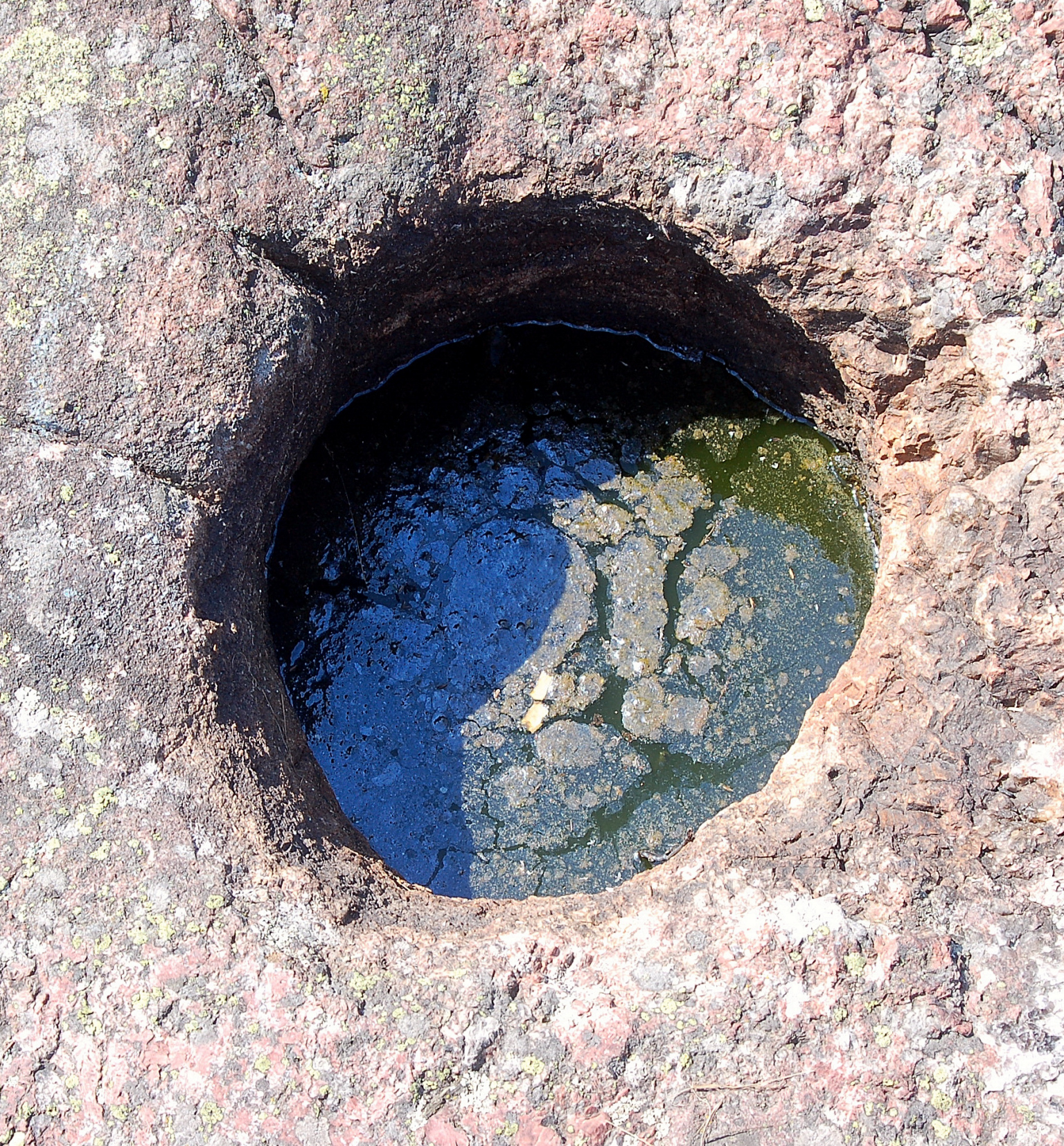
Jättegrytan

Sankt Olofsgrytan är en jättegryta som finns på en klippudde i Skoghall nära Skoghalls bruk i Hammarö kommun. Den var utgångspunkten för en pilgrimsled som slutade i Nidarosdomen i Trondheim. Möjligen har den också använts som kultplats. Platsen, Grytudden, är ett omtyckt klippbad.